# Bob Lefebvre
Pour les articles homonymes, voir Lefebvre.
Bob Lefebvre est un acteur québécois.

## Biographie
Il est connu au Québec pour son rôle de Labine dans Les Boys.

## Filmographie
- 1997 : Les Boys
- 1998 : Les Boys 2